# WebSphere MQ
IBM WebSphere Message Queue (MQ) é uma família de produtos de internet e redes de comunicações do software lançado pela IBM em março de 1992. Foi anteriormente conhecido como MQSeries, uma marca que a IBM trouxe novamente em 2002 para se juntar ao conjunto de produtos WebSphere. 
WebSphere MQ, que é muitas vezes referido simplesmente como "MQ" pelos usuários, é uma Middleware orientada a mensagem oferecida pela IBM. Permite que aplicativos independentes e potencialmente não concorrentes em um sistema distribuído se comuniquem uns com os outros. MQ está disponível em um grande número de plataformas IBM e não IBM, incluindo z/OS(mainframe), OS/400 (Sistema IBM i ou AS/400), Transaction Processing Facility, UNIX (AIX, HP-UX, Solaris), HP NonStop, OpenVMS, Linux e Microsoft Windows. 